# Галерија грбова Словачке
Галерија грбова Словачке обухвата актуелни Грб Словачке, историјске грбове Словачке, грбове словачких крајева и грбове словачких градова.

## Актуелни Грб Словачке
- Грб Словачке

## Историјски грбови Словачке
- Грб Чехословачке 
(1918 - 1939)
- Грб Словачке Републике 
(1939 - 1945)
- Грб Чехословачке Републике 
(1945 - 1961)
- Грб Чехословачке Социјалистичке Републике 
(1961 - 1989)
- Грб Чешке и Словачке Федеративне Републике 
(1990 - 1992)

## Грбови словачких крајева
- 1. Грб Братиславски краја
- 2. Грб Трнавски краја
- 3. Грб Тренчински крајa
- 4. Грб Њитрански крајa
- 5. Грб Жилински крајa
- 6. Грб Банскобистрички крајa
- 7. Грб Прешовског крајаa
- 8. Грб Кошичког крајаa

## Грбови словачких градова
- Грб Братиславе
- Грб Кошице
- Грб Прешова
- Грб Жилине
- Грб Банске Бистрице
- Грб Нитре
- Грб Трнаве
- Грб Тренчина
- Грб Мартина
- Грб Попрада
- Грб Прјевидза
- Грб Звољена
- Грб Повашке Бистрице
- Грб Михаловце
- Грб Нове Замки
- Грб Спишка Нова Веса
- Грб Коморана
- Грб Хумења
- Грб Љевице
- Грб Бардјејова
- Грб Липтовског Микулаша
- Грб Лучењца
- Грб Пјештјанија
- Грб Ружомберока
- Грб Топољчанија
- Грб Требишова
- Грб Чадца
- Грб Римавске Соботе
- Грб Дубњице на Ваху
- Грб Пезинока
- Грб Дунајске Стреде
- Грб Партизанске
- Грб Вранова на Топлоју
- Грб Шаље
- Грб Хлоховеца
- Грб Брезне
- Грб Сњина
- Грб Сењица
- Грб Новог Места на Ваху
- Грб Сењеца
- Грб Рожњаве
- Грб Жјара над Хроном
- Грб Долни Кубина
- Грб Бановца на Бебрави
- Грб Пухова
- Грб Малацкија
- Грб Хандлова
- Грб Кежмарока
- Грб Старе Љубовње
- Грб Сеређа
- Грб Скалице
- Грб Галанте
- Грб Кисуцке Нове Место
- Грб Левоча
- Грб Ђетве
- Грб Шаморина
- Грб Сабинова
- Грб Ступаве
- Грб Ревуца
- Грб Вељки Кртиша
- Грб Мијаве
- Грб Злате Моравце
- Грб Битча
- Грб Молдаве над Бодву
- Грб Холича
- Грб Нове Дубњице
- Грб Свидњика
- Грб Коларова
- Грб Фиљакова
- Грб Стропкова
- Грб Штурова
- Грб Банске Штјавњице
- Грб Шуранија
- Грб Тврдошина
- Грб Модра
- Грб Вељке Капушани
- Грб Старе Туре
- Грб Кромпахија
- Грб Вељки Медер
- Грб Врабље
- Грб Сечовце
- Грб Свита
- Грб Крпина
- Грб Наместово
- Грб Вруткија
- Грб Турзовка
- Грб Краљовског Хлмеца
- Грб Хрињова
- Грб Хнуштја
- Грб Хурбаново
- Грб Липтовске Храдок
- Грб Трстена
- Грб Нове Бање
- Грб Шахија
- Грб Торнаља
- Грб Красно над Кисуцоу
- Грб Жељезовце
- Грб Спишка Бела
- Грб Липанија
- Грб Медзилаборце
- Грб Вељки Шариш
- Грб Њемшова
- Грб Собранце
- Грб Турчјанске Тјеплице
- Грб Жарновица
- Грб Гељница
- Грб Врбовје
- Грб Рајеца
- Грб Светог Јура
- Грб Добшина
- Грб Полтара
- Грб Габчиково
- Грб Илава
- Грб Кремњица
- Грб Сладковичово
- Грб Гбелија
- Грб Њесвади
- Грб Бојњице
- Грб Шаштин-Страже
- Грб Сљача
- Грб Брезова под Брадлом
- Грб Медзева
- Грб Туранија
- Грб Страшке
- Грб Новакија
- Грб Тренчинске Тјеплице
- Грб Љеополдова
- Грб Гиралтовце
- Грб Тисовеца
- Грб Високе Татре
- Грб Спишке Подхрадје
- Грб Ханушовце над Топљоу
- Грб Чјерна над Тисоу
- Грб Тлмаче
- Грб Спишке Влахи
- Грб Јелшава
- Грб Подољинеца
- Грб Рајецке Тјеплице
- Грб Спишка Стара Вес
- Грб Модри Камењ
- Грб Дуђинце